# Rezerwat przyrody Zbocza Płutowskie

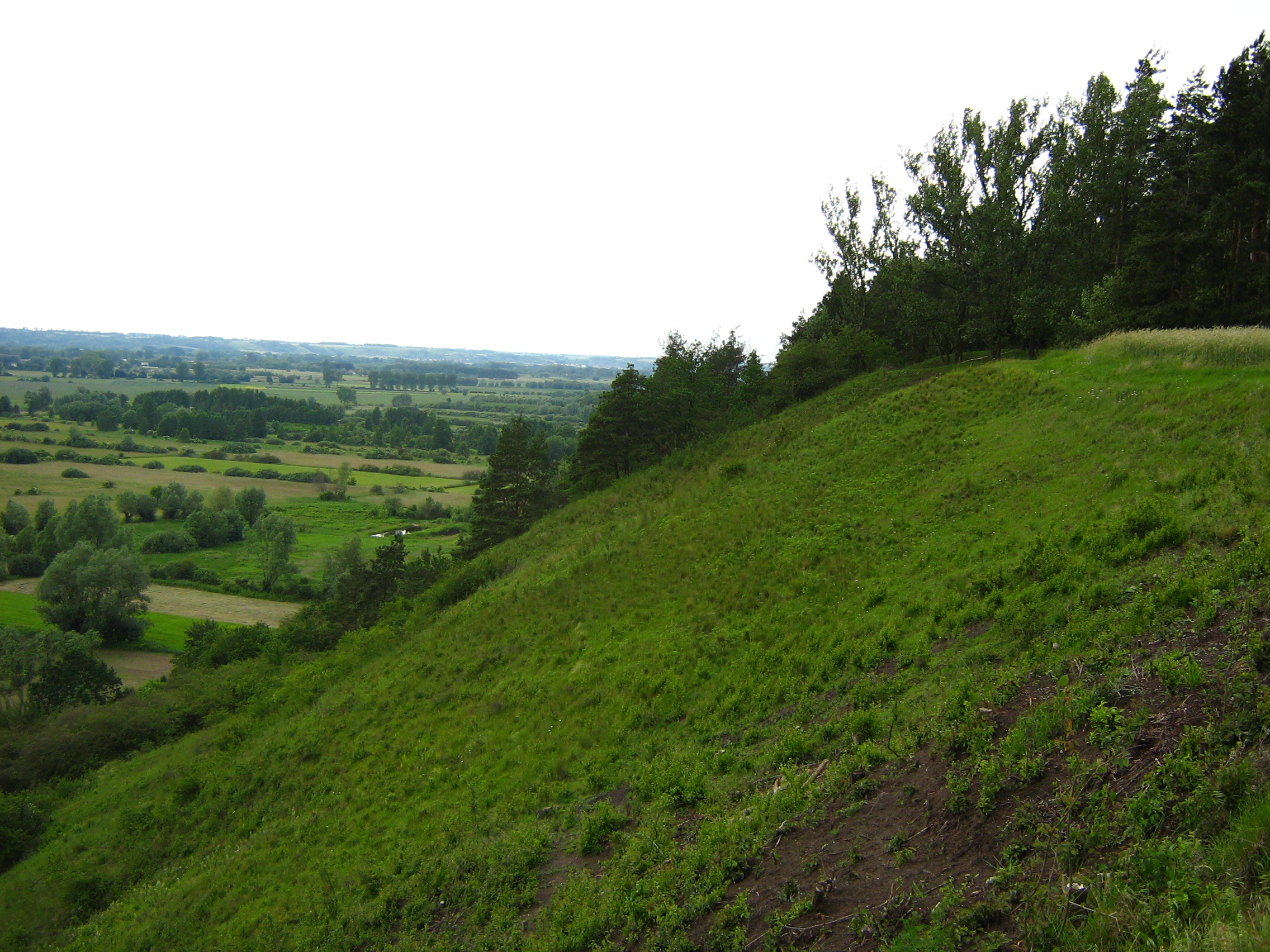
Widok na północ

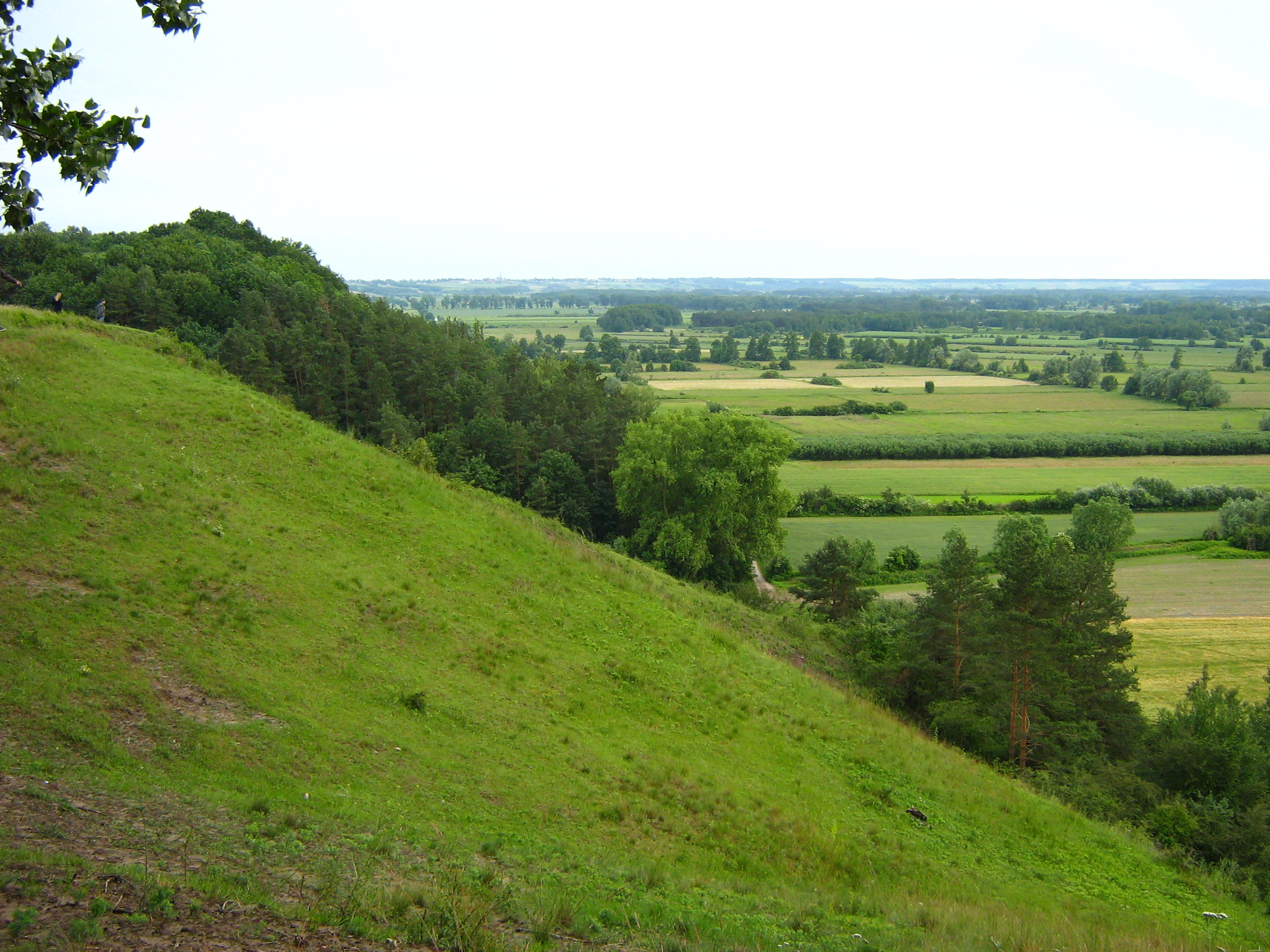
Widok na południe

Rezerwat przyrody Zbocza Płutowskie – rezerwat stepowy o powierzchni 34,76 ha, położony w województwie kujawsko-pomorskim, powiecie chełmińskim, w gminach Chełmno i Kijewo Królewskie. Celem ochrony jest zachowanie zespołów roślinności stepowej z udziałem miłka wiosennego (Adonis vernalis L.).
Obszar rezerwatu podlega ochronie ścisłej (11,41 ha) i czynnej (23,35 ha).

## Lokalizacja
Pod względem fizycznogeograficznym rezerwat znajduje się w mezoregionie Pojezierze Chełmińskie, na zachód od drogi gminnej, łączącej miejscowości Kiełp i Starogród. 
Znajduje się na stromym, nachylonym do 30 stopni i wysokim, dochodzącym do 87 m n.p.m. zboczu doliny Wisły. Składa się z trzech osobnych fragmentów i ciągnie się na długości ok. 3,5 km w kierunku południowym.
Rezerwat jest położony w obrębie Chełmińskiego Parku Krajobrazowego wchodzącego w skład Zespołu Parków Krajobrazowych nad Dolną Wisłą.
Tuż obok południowego krańca rezerwatu „Zbocza Płutowskie” znajduje się rezerwat „Płutowo”.

## Historia
Rezerwat powstał w 1963 r. na mocy Zarządzenia Ministra Leśnictwa i Przemysłu Drzewnego w celu zabezpieczenia rzadkiej roślinności ciepłolubnej tworzącej niewielkie, reliktowe płaty. Początkowo zajmował powierzchnię 19,49 ha. W 1989 r. powiększono go do 34,49 ha.
W 2009 r. zaproponowano do włączenia w sieć Natura 2000 wschodnich zboczy doliny Wisły od Unisławia na południu, po Starogród na północy (włącznie z górą św. Wawrzyńca), jako obszar mający znaczenie dla Wspólnoty (projektowany specjalny obszar ochrony siedlisk). Obszar ten został zatwierdzony przez Komisję Europejską w 2011 r. pod nazwą „Zbocza Płutowskie” (kod PLH040040) i zajmuje powierzchnię 1002,42 ha.

## Charakterystyka
Rezerwat „Zbocza Płutowskie” stanowi najbogatsze nad dolną Wisłą skupisko roślinności kserotermicznej. 
Głównym przedmiotem ochrony są dwa kserotermiczne zespoły murawowe: 
- zespół pięciornika piaskowego i ostnicy włosowatej, który w składzie i w budowie najbardziej przypomina stepy,
- zespół miłka wiosennego i kłosownicy pierzastej, który swym wyglądem przypomina barwne stepy o charakterze łąkowym.

Charakterystyczna jest też obecność szparaga lekarskiego oraz jastrzębca żmijowcowatego – roślin suchych zboczy i stepów.
Flora kserotermiczna tworzy niewielkie, reliktowe, wyspy oderwane daleko od swego centrum rozmieszczenia. Gatunki tworzące murawy kserotermiczne rozwijają się w określonych warunkach środowiska, które w tym wypadku stanowi wapienne lub gipsowe podłoże, gleba sucha i silnie nagrzana oraz wysoka temperatura powietrza. Pod względem ekologicznym rośliny te charakteryzują się obecnością długich i silnie rozgałęzionych korzeni oraz liści przystosowanych do minimalnej transpiracji.
Na terenie rezerwatu murawy stepowe zachowały się w górnej partii zboczy, dolne zaś w coraz większym stopniu opanowywane są przez zbiorowiska formacji krzewiastych, która zarasta cenne zbiorowiska roślinne. Do najczęściej spotykanych drzew należy osika, zaś szczególnie ekspansywnym gatunkiem spychającym murawy jest grochodrzew.
Najatrakcyjniejszy wygląd rezerwat posiada w okresie kwitnięcia miłka (kwiecień) oraz jesienią, gdy barwią się owoce głogu, dzikiej róży i trzmieliny. Deptanie zboczy jest zabronione, murawy oglądać można z drogi biegnącej u podnóża skarpy.
Zbiorowiska roślinne rezerwatu stanowią cenny materiał naukowy, pozwalający rozwiązać nie do końca poznaną historię wędrówki i pochodzenie roślinności stepowej w Polsce.

## Szlaki turystyczne
W sąsiedztwie rezerwatu przebiega  pieszy szlak turystyczny „Rezerwatów Chełmińskich” Bydgoszcz Fordon – Chełmno 48 km. Podążając nim pieszo lub rowerem można zwiedzić rezerwaty rozlokowane na prawym zboczu Doliny Wisły: 
1. Wielka Kępa (leśny),
2. Las Mariański (leśny),
3. Reptowo (faunistyczny),
4. Linje (torfowiskowy),
5. Płutowo (leśny),
6. Zbocza Płutowskie,
7. Góra św. Wawrzyńca (stepowy),
8. Ostrów Panieński (leśny),
9. Łęgi na Ostrowiu Panieńskim (leśny)